# Joseph Gass
Pour les articles homonymes, voir Gass.
Joseph Gass, né le 24 mai 1867 à Mutzig (Bas-Rhin) et mort le 25 décembre 1951 à Strasbourg, est un chanoine et érudit français, spécialiste de l'Alsace.

## Biographie
D'abord scolarisé à Zillisheim (Haut-Rhin), il est ordonné prêtre en 1892. Docteur en théologie, il devient professeur au Collège épiscopal Saint-Étienne de Strasbourg, puis au Grand Séminaire (1896), où il assume également les fonctions d'économe et de bibliothécaire (1899). Il est nommé chanoine titulaire en 1928.
Historien, il est l'auteur de nombreuses publications liées à l'histoire ecclésiastique de l'Alsace, en particulier à la cathédrale de Strasbourg, une monographie qui a connu de multiples rééditions ou traductions.
Directeur de la Revue catholique d'Alsace de 1928 à 1939, il est également le président de la Société des Amis de la Cathédrale de Strasbourg de 1929 à 1933 et de la Société pour la conservation des monuments historiques d'Alsace (SCMHA) de 1932 à 1947.

## Distinctions
Il est nommé chevalier (1933), puis officier de la Légion d'honneur (1950).

## Sélection de publications
- (de) Strassburgs Bibliotheken : Ein Rueck- und Ueberblick auf Entwicklung und Bestand, Strasbourg, F.X. Le Roux, 1902
- (de) Mutzig in der Revolutionszeit. (1789-1804) : Ein Beitrag zur elsaessischen Revolutionsgeschichte, Strasbourg, 1902
- (de) Die Franziskaner in Mutzig-Hermolsheim, Strasbourg, Le Roux, 1908
- La Cathédrale de Strasbourg. Guide illustré, Strasbourg, L. Beust, 1909 (éd. rev. et augm. de l'ancienne Notice sur la cathédrale), nombreuses éditions ultérieures
- (de) Ursulinenklöster im Elsass, Strasbourg, 1913
- (de) Strassburger Theologen im Aufklärungszeitalter (1766-1790), Strasbourg, 1917
- (de) Elsaessische Jesuiten, Strasbourg, F.-X. Le Roux, 1918
- (de) Molsheim im Bischofskriege (1592-1593), F.-X. Le Roux, 1920
- Le Séminaire de Strasbourg et la Constitution civile du clergé, Strasbourg, F.-X. Le Roux, 1921
- La chartreuse de Molsheim : ses trésors artistiques et littéraires, Strasbourg, F.-X. Le Roux, 1921
- (de) Die Trennung von Kirche und Staat in Frankreich, Colmar, Alsatia, 1924
- (de) Studien zur elsässischen Kirchengeschichte, 2 vol., Strasbourg, F.-X. Le Roux, 1924-1926
- Les orgues de la cathédrale de Strasbourg à travers les siècles : étude historique, ornée de gravures et de planches hors texte à l'occasion de la bénédiction des grandes orgues Silbermann-Roethinger, le 7 juillet 1935, Strasbourg, impr. de Mün-le-Roux, 1935
- Prêtres et religieux de Mutzig : avant et après la Révolution, Strasbourg, Le Roux, 1937
- Grand Séminaire de Strasbourg : album historique et artistique, Strasbourg, Le Roux, 1945